# Lubaina Himid
Lubaina Himid, née en 1954 à Zanzibar, en Tanzanie est une artiste britannique et tanzanienne, commissaire d'exposition et enseignante à l'université du Lancashire central. Elle reçoit le prix Turner en 2017.

## Biographie
Lubaina Himid naît en 1954 d'un père professeur comorien et d'une mère designer dans l'industrie du textile, originaire du Lancashire. Ses parents s'étaient rencontrés, étudiants, à Londres avant de s'installer et de se marier à Zanzibar. Lubaina y naît en 1954. Lorsqu'elle a quatre mois, son père meurt de la malaria ; sa mère et elle reviennent alors s'installer en Angleterre,. Elle étudie au Wimbledon College of Art (en), puis au Royal College of Art.

## Carrière artistique
Son art se concentre sur les thèmes de l'histoire culturelle et des identités, et utilise des installations avec des découpages sculptés et peints. Un des sommets de son art est une œuvre de 1986, A Fashionable Marriage. C'est l'une des plus importantes artistes de la communauté noire dans l'Angleterre dans les années 1980.
En tant que peintre, écrivaine et commissaire d'exposition, elle participe à des expositions, des conférences, des livres et des films sur l'art visuel. Elle expose à plusieurs reprises en Grande-Bretagne et à l'étranger, notamment à Tate St Ives, Glasgow, Londres,  New York, Los Angeles, etc. Elle représente la Grande-Bretagne à la 5e biennale de La Havane. Ses réalisations artistiques sont présentes dans plusieurs collections publiques ou galeries, y compris le Tate, le Victoria and Albert Museum, la Whitworth Art Gallery, la Manchester Art Gallery, le musée international de l'esclavage à Liverpool, la Walker Art Gallery, New Hall (Cambridge) (en) le Harris Museum (en) à Preston, le Musée cantonal des Beaux-Arts de Lausanne,,. Sa notoriété s'est particulièrement renforcée au milieu des années 2010 : en 2013, elle est contactée par la galerie, Hollybush Gardens, persuadée que le marché est mûr pour ce type d'artiste féminine marquée par ses origines africaines, et elle est sélectionnée en 2014 pour  la Biennale de Gwangju en Corée du Sud. Des collectionneurs la remarquent. En 2017, plusieurs expositions importantes se succèdent de janvier à octobre, au Spike Island Artspace (en) de Bristol, au Modern Art Oxford et au Nottingham Contemporary (en).
Lubaina Himid est aussi professeure d'art contemporain à l'université du Lancashire central.

## Prix et distinctions
Lubaina Himid est décorée en 2010 dans l'ordre de l'Empire britannique, pour services rendus à la cause des artistes noires. À la fin de 2017, elle se voit attribuer le prix Turner pour 2016,. C'est la première personne de couleur à recevoir ce prix, et aussi la plus âgée depuis la création du prix : elle a alors 63 ans,.

## Expositions personnelles
- A Fashionable Marriage, Pentonville Gallery, Londres (1986)
- Plan B Zanzibar, Tate St. Ives (1999)<
- Inside The Invisible, St. Jorgens Museum, Bergen, Norvège (2001)
- Double Life, Bolton Museum & Art Gallery (2001)
- Naming The Money", Hatton Gallery, Newcastle (2004)
- Swallow, Judges Lodgings, Lancaster(2006)
- Swallow Hard, Judges Lodgings, Lancaster (2007)
- Talking On Corners Speaking In Tongues, Harris Museum & Art Gallery, Preston (2007)
- Kangas and Other Stories, Peg Alston Gallery, New York (2008)
- Jelly Mould Pavilion, Sudley House Liverpool and Liverpool Museums (2010)
- Tailor Striker Singer Dandy, Platt Hall, Manchester Museums (2011)
- Invisible Strategies, Modern Art Oxford (2016-2017)
- Our Kisses are Petals, Baltic Centre for Contemporary Art, Gateshead (Royaume-Uni) (2018)
- Exposition personnelle à la Tate Modern, Londres (2021-2022)
- Lubaina Himid. So Many Dreams, Exposition personnelle au Musée cantonal des Beaux-Arts de Lausanne (2022-2023)

## Expositions collectives
- 2022 : Globalisto. Une philosophie en mouvement[14], Musée d'art moderne et contemporain de Saint-Étienne Métropole, Saint-Étienne, France